# بجوات

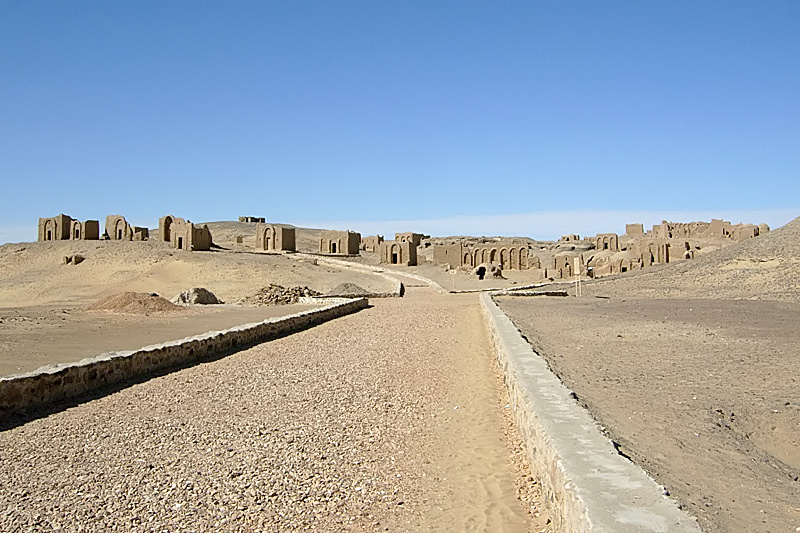
ورودی گورستان بجوات

بجوات (عربی: البجوات) مجموعه از قبرهای تاریخی می‌باشد که در شهر «خارجه» در استان وادی‌الجدید در مصر واقع شده‌است.

## تاریخچه
بجوات یک گورستان مسیحی است که تاریخ آن به قرن دوم میلادی تا هفتم میلادی برمی‌گردد، این گورستان پشت پرستشگاه هیبیس واقع شده‌است. کلمه جبوات عبارت است از نحوه تلفظ اهل این دره (وادی) برای کلمه قبوات که جمع کلمه قبو یعنی سقف گنبدی شکل، طاق نما، سقف قوسی، زیر زمین یا انبار یا سرداب یا چاله معنی می‌دهد واین بخاطر اشاره به این است که همه مقبره‌های این گورستان بالای آنها یک سقف قوسی شکل زده شده‌است، آنها ساختمانهایی است برای جاودانه شدن، اهمیت اساسی این ساختمان‌ها و مقبره‌ها برای این است که به اوائل عصر مسیحیت برمی‌گردد زمانی که قبطی‌های مصر از ترس فشار و سخت‌گیری رومی‌های مسیحی به دین مسیحیت گرویدند و در صحرا مستقر شدند تا از دست نیروهای سرکش و بی بندبار رومی در امان و دور باشند.

## معماری
این گورستان با خیابان‌هایش و ساختمان‌های باقیمانده‌اش مشابه یک شهر متروک و خالی از سکنه می‌باشد. این مکان دارای ۲۶۳ ساختمان است که اکثرشان از سمت بیرون نقش و نگار دارند و سقف‌هایشان مزین به مناظر مختلفی از تورات به‌اضافه منظره‌های مسیحی می‌باشد. این منظره‌ها با رنگهای مختلف که به شیوه فریسکو (فریسکو عبارت است از مخلوط کردن آب با رنگ برای نقاشی) کشیده و رسم شده‌اند. این روشی بوده برای اینکه سریع محو شود، از همین نقطه است که اهمیت این گورستان مشخص می‌شود که توانسته با کمک آب و هوای خشک این منطقه این نقش و نگارها را حفظ و نگهداری کند. در ده‌ها ساختمان از این بناها می‌توان نوشته‌هایی به زبان‌های لاتین، قبطی و عربی و … مشاهده نمود. از با اهمیت‌ترین عناصر تاریخی بجوات می‌توان از مقبره‌ای که نقاشی صلح و دوستی و آشتی بر سقف آن نقش شده‌است و همین‌طور مقبره‌ای شامل نقاشی‌های که بیانگر خروج قوم موسی از مصر که بر سقف آن نقش بسته‌است و کلیسا که در بین این مقبره‌ها قرار دارد نام برد.
مزار السلام به این خاطر با این اسم شهرت پیدا کرده که نشانه صلح در آن وجود دارد و این نقاشی بیشتر از هر نقاشی دیگری مورد توجه پژوهشگران و کاوشگران اروپایی می‌باشد و به همین خاطر به این مقبره که این نقاشی بر سقف آن نقاشی شده‌است مقبره بیزانسی نام نهاده‌اند، اما مقبره الخروج مقبره است که بر سقف آن قصه خروج بنی اسرائیل از مصر در حالی که فرعون در تعقیب آنها است نقاشی شده‌است، علاوه بر این روی مزارها و مقبره‌های دیگری با رنگ‌های مختلف بعضی از قصه‌های عهد قدیم مانند قصه حضرت نوح و داستان ذبح حضرت اسماعیل و … نقاشی شده‌است. در این گورستان علاوه بر نقاشی‌ها تعدادی نوشته نیز وجود دارد که توسط بازدیدکنندگان این نوشته‌ها شمارش شده‌است و عدد این نوشته‌ها بالغ بر ۶۳ عدد می‌باشد که اکثر آن‌ها به زبان عربی نوشته شده‌است و تعداد آنها ۲۹ عدد می‌باشد، نوشته‌هایی که بزبان آفریقایی نوشته شده ۱۹ عدد است و نوشته‌هایی که بزبان قبطی نوشته شده تعداد آنها ۱۲ عدد می‌باشد، باید به این نکته توجه داشت که نگارش عربی در مصر از قرن ۹ میلادی شروع شده‌است. در کنار بجوات بقایای خانه‌های «عین سعف» نیز کشف شده‌است که مسکن‌های اصلی در «بجوات» بوده‌است. اما کنیسه یا کلیسا درست در وسط این قبرستان قرار دارد و محل آن مشرف بر شهر خارجه قدیم می‌باشد و از سه سقف گنبدی شکل درست شده‌است و زمان ساخت آن به قرن پنجم میلادی برمی‌گردد.

## نگارخانه
تعدادی از تصاویر گورستان بجوات در شهر قدیمی خارجه:

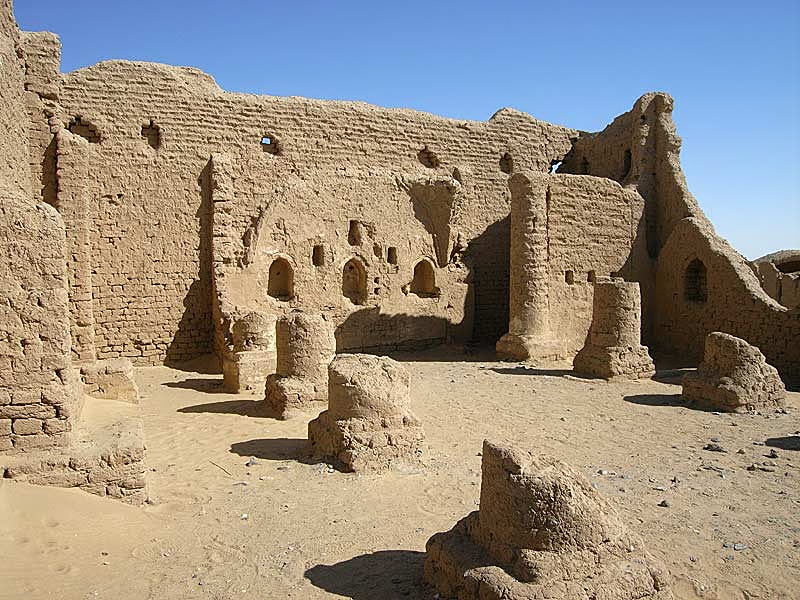
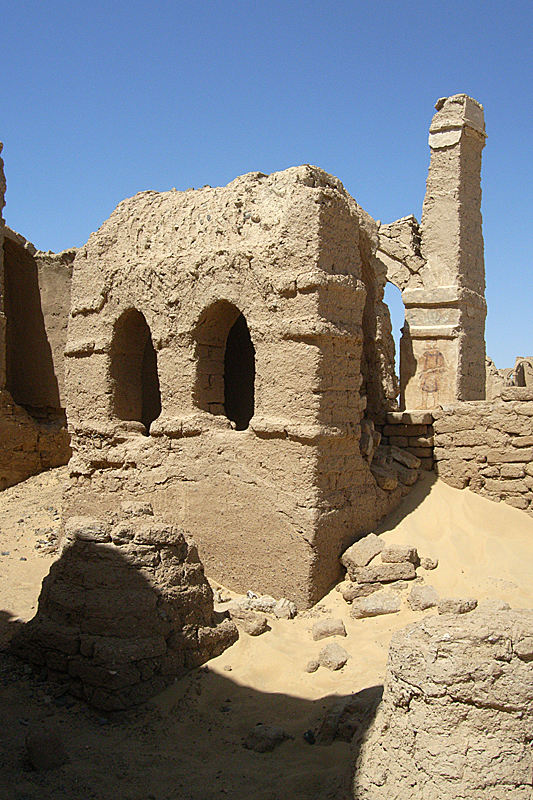
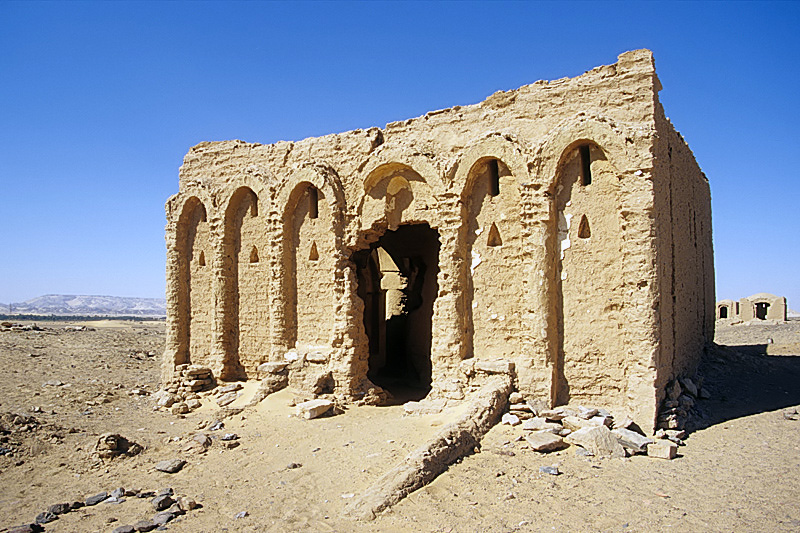
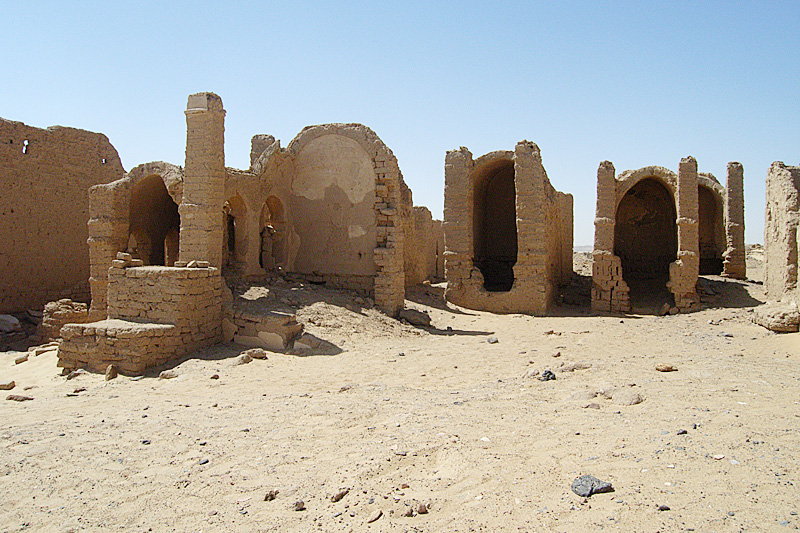
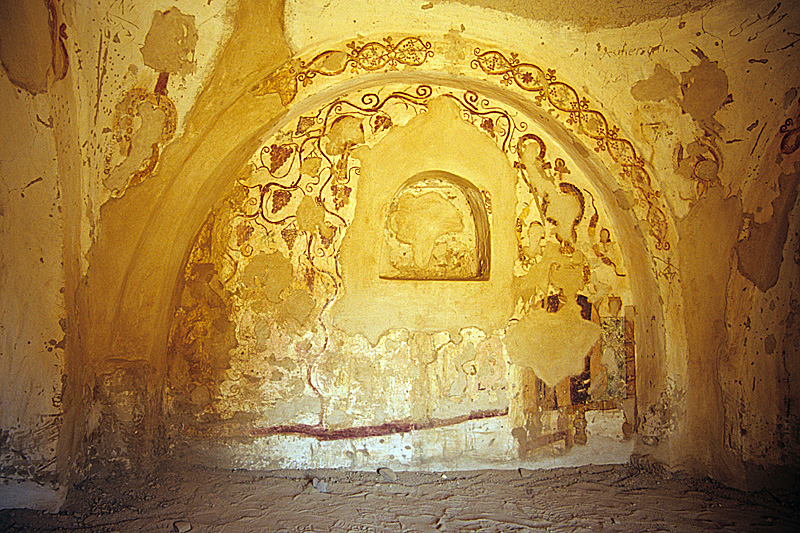
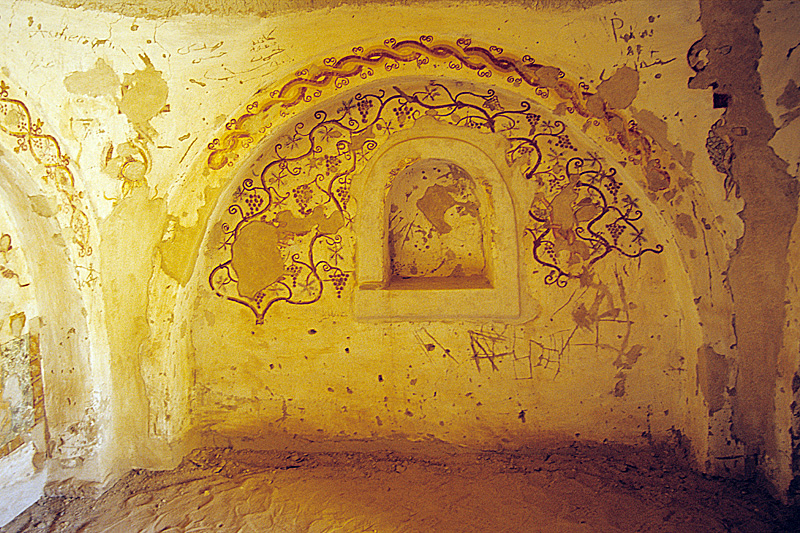
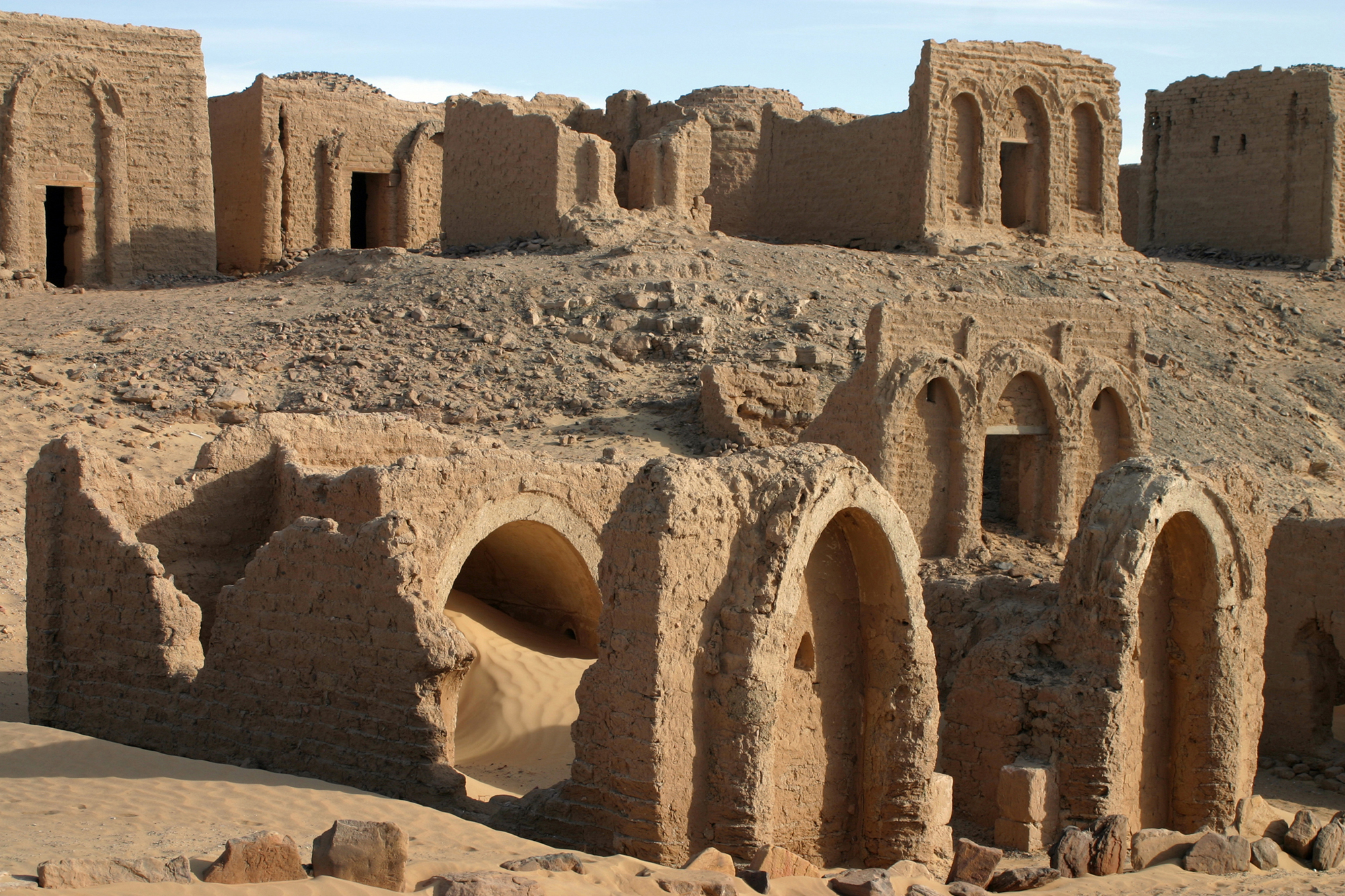
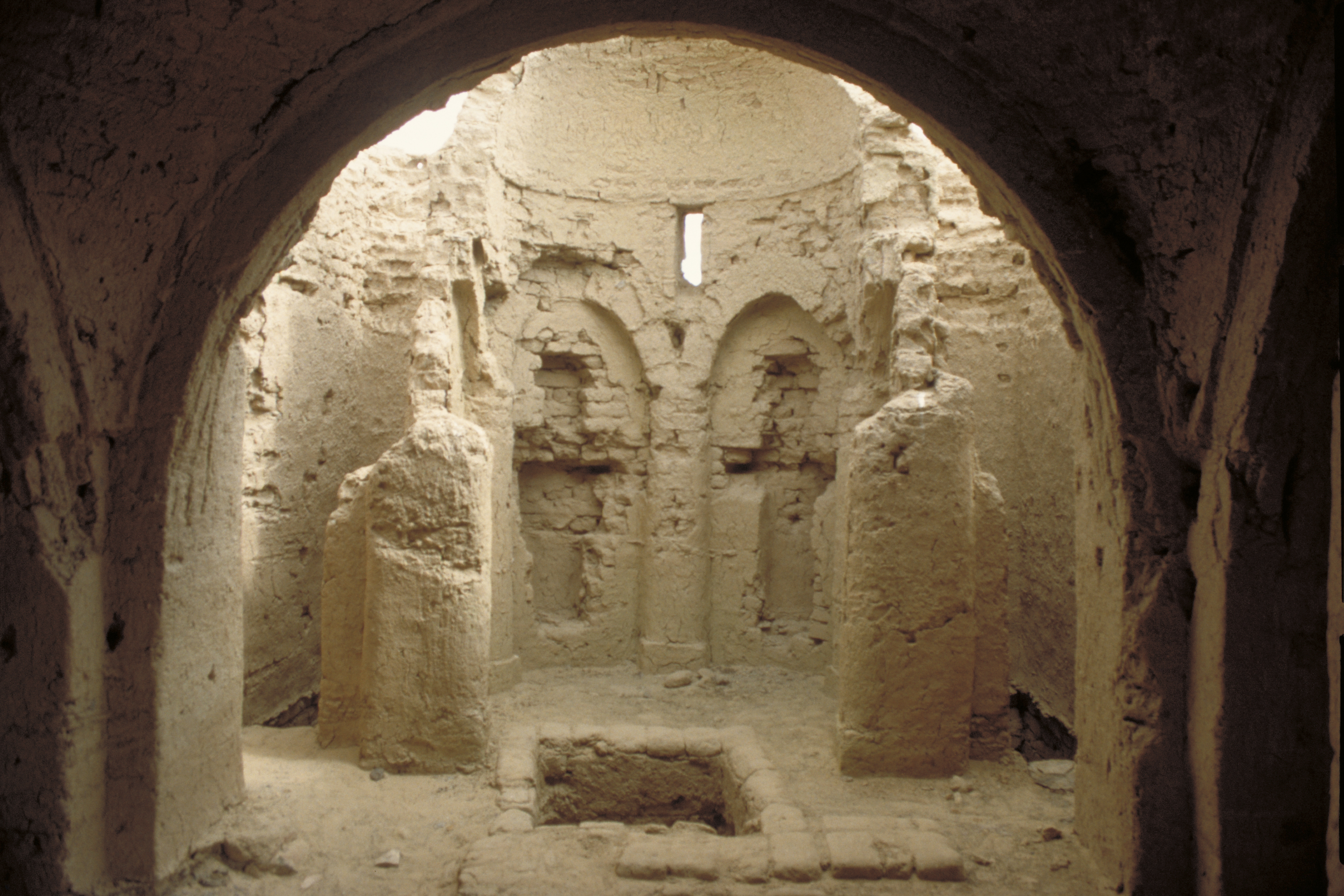
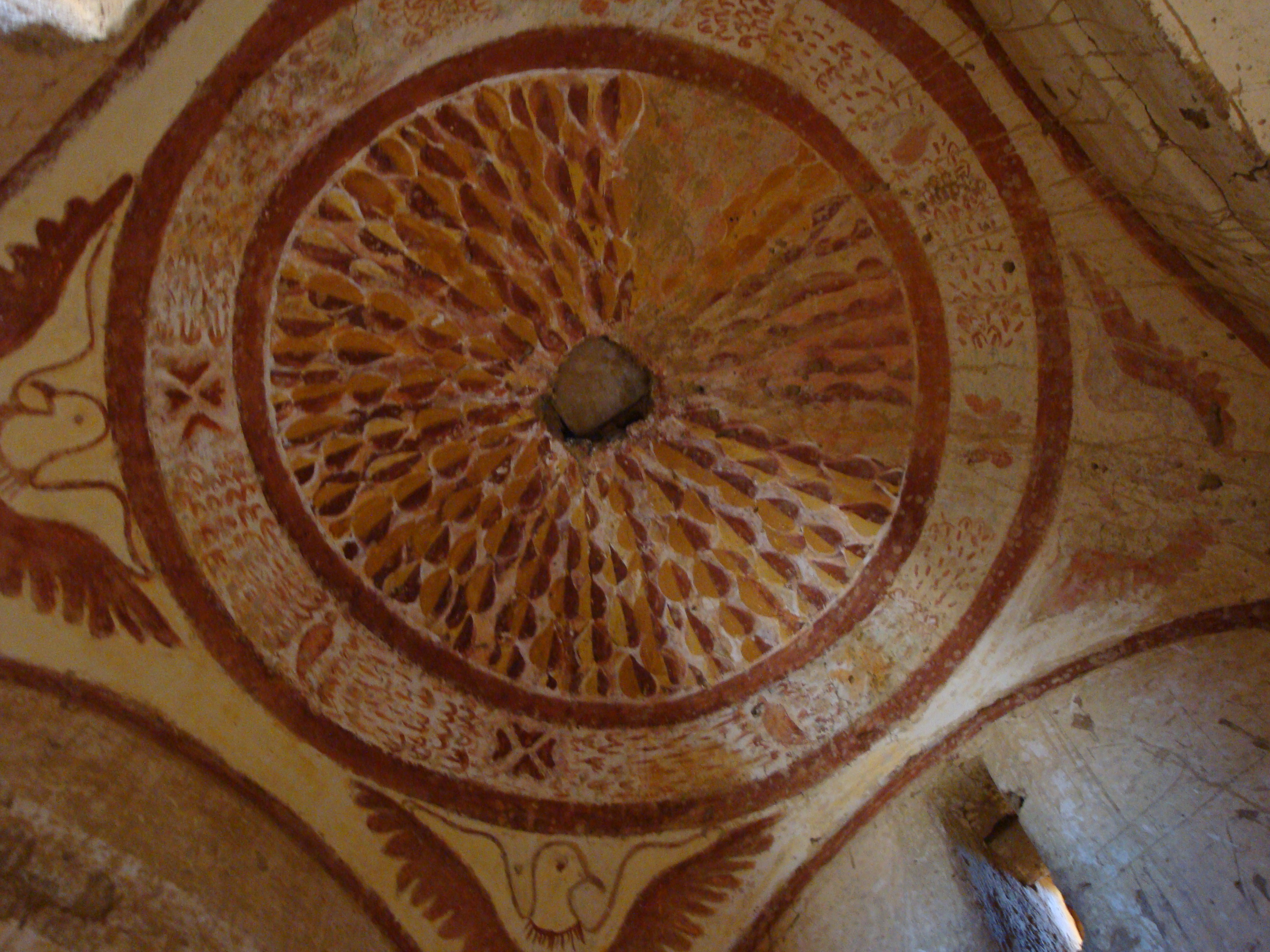
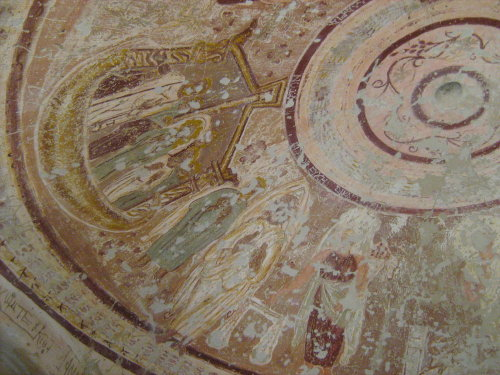
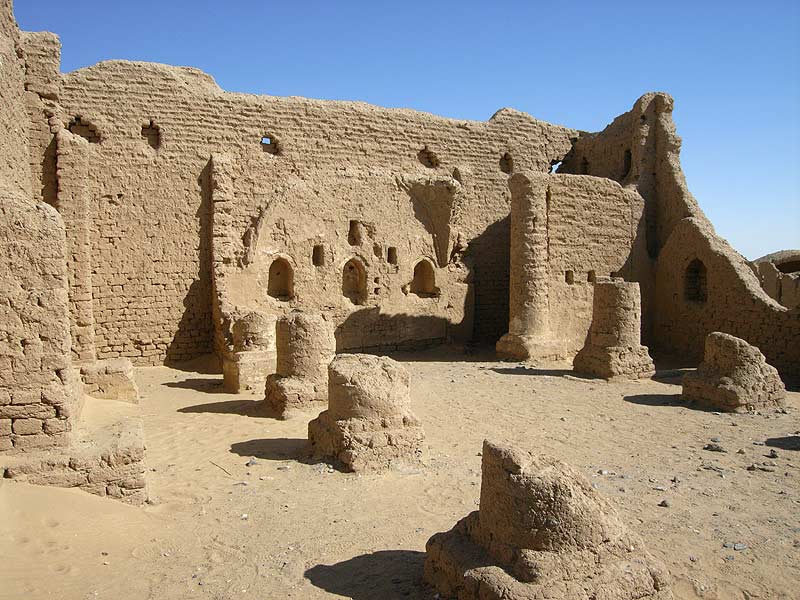
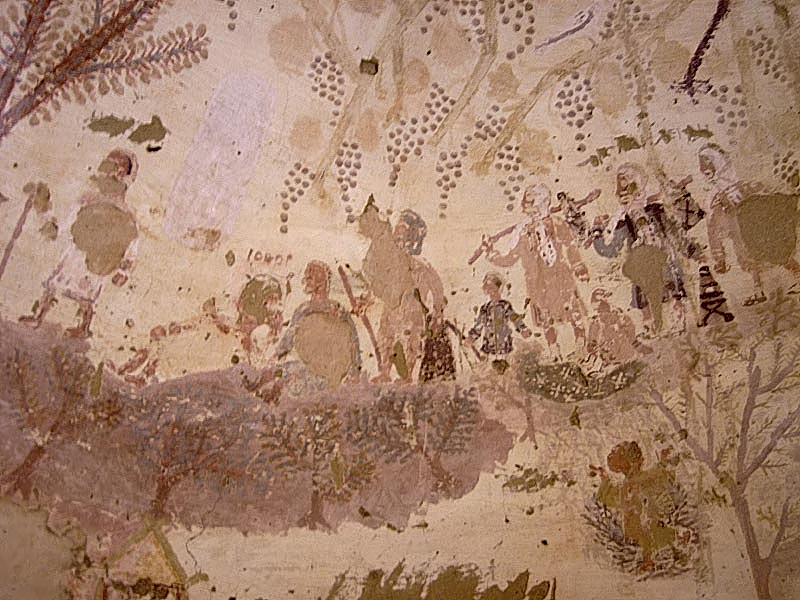
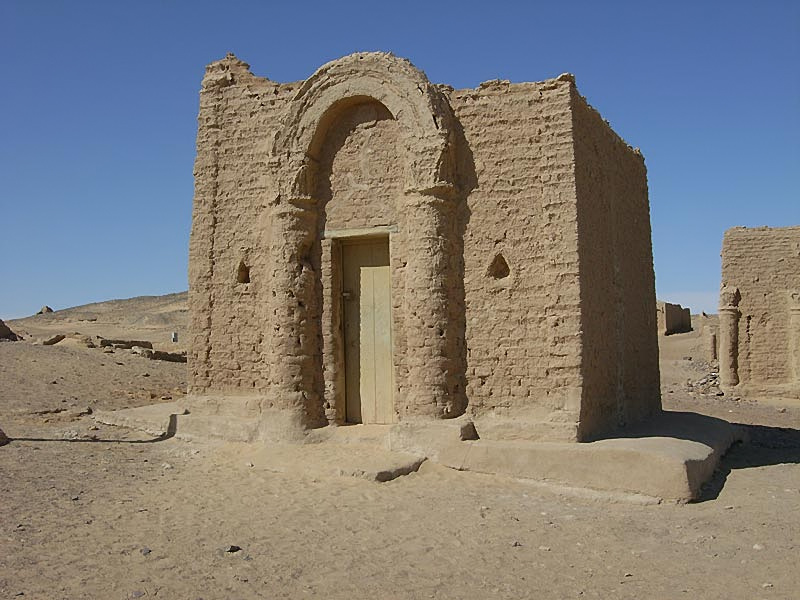
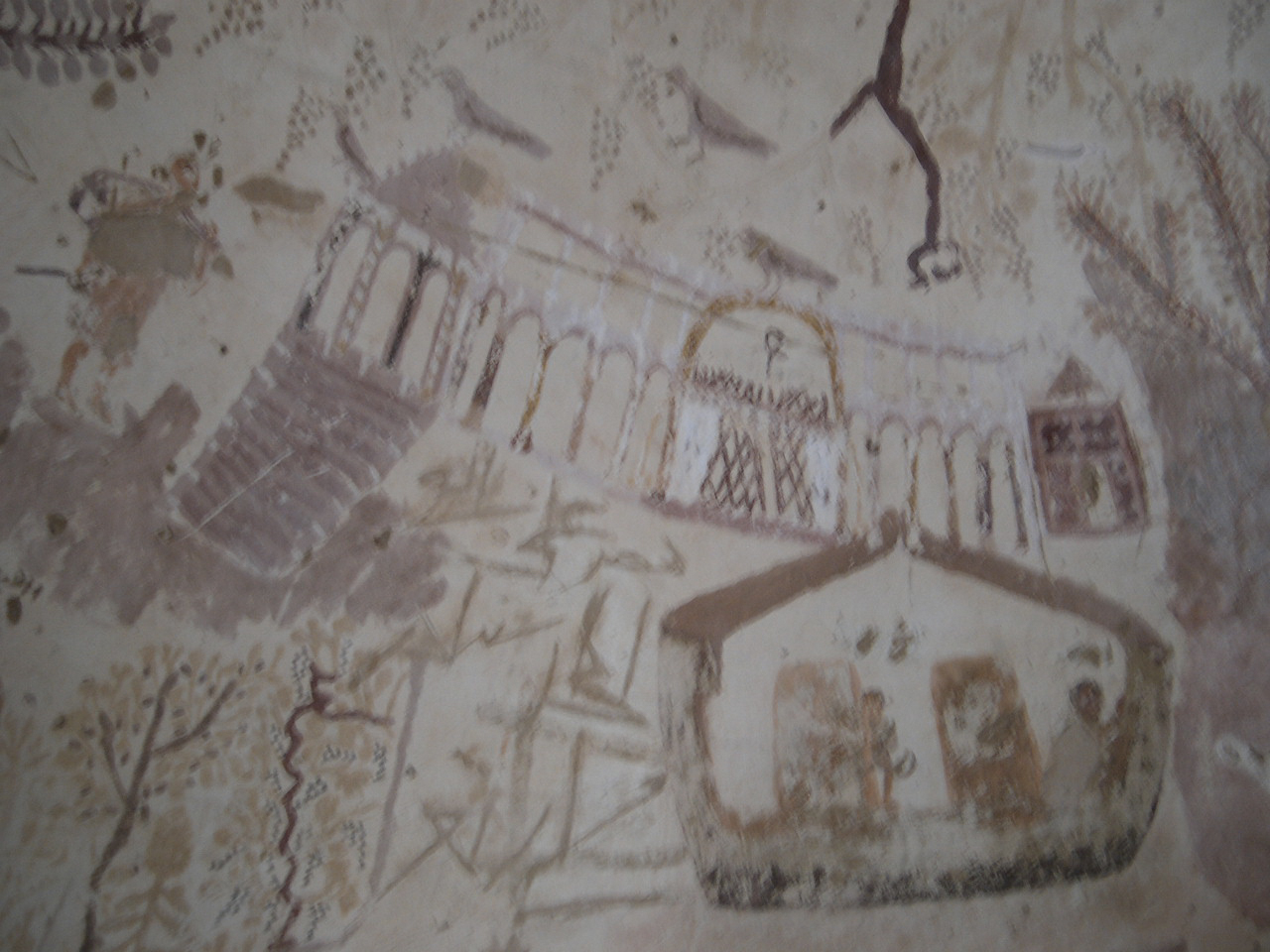
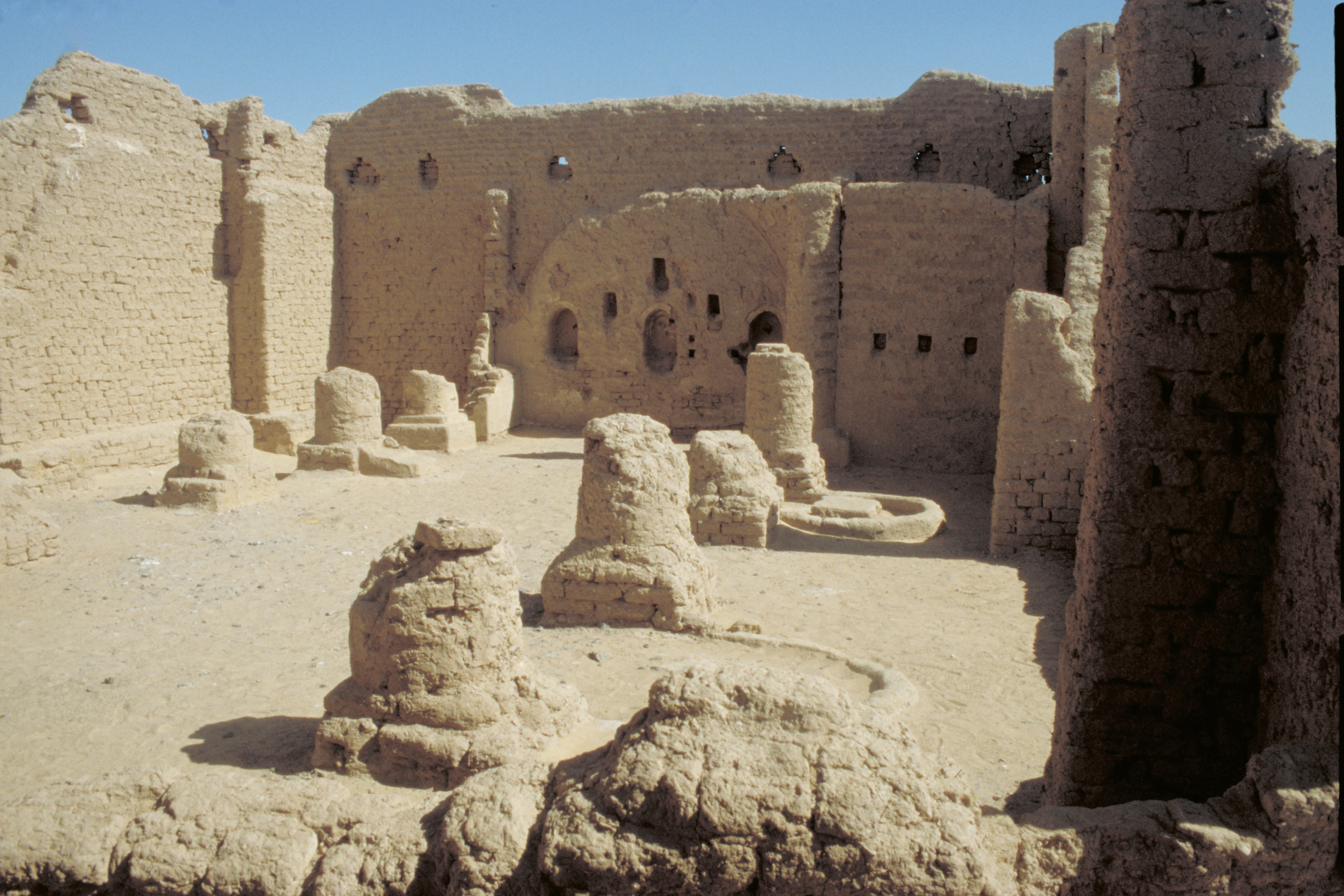
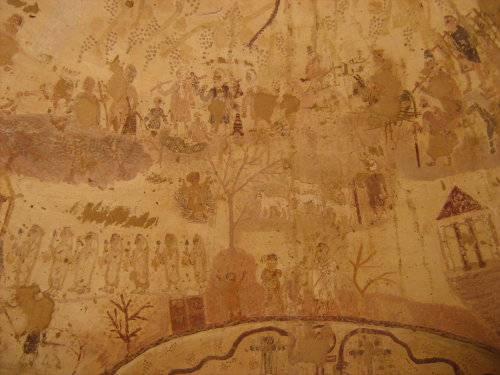
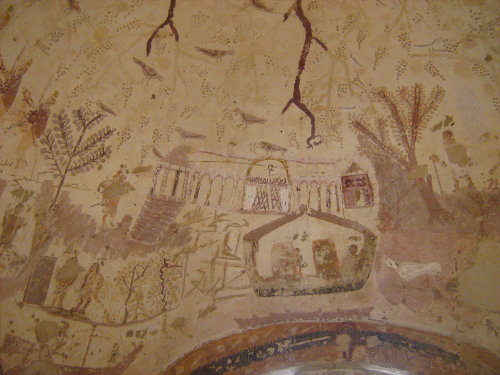
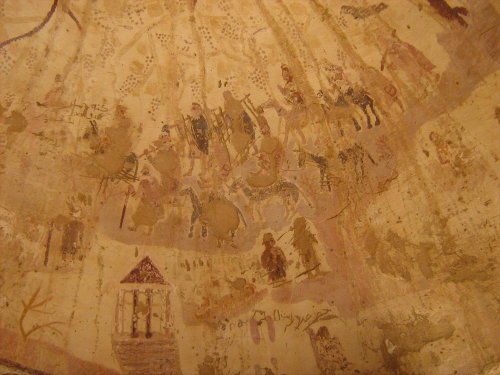
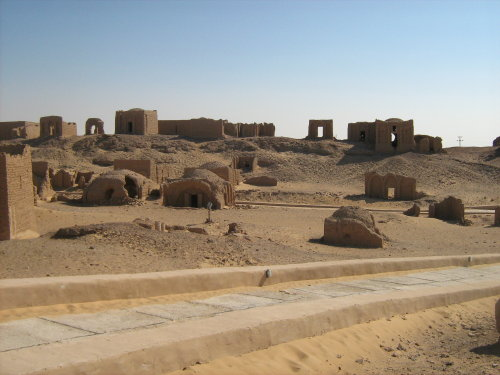
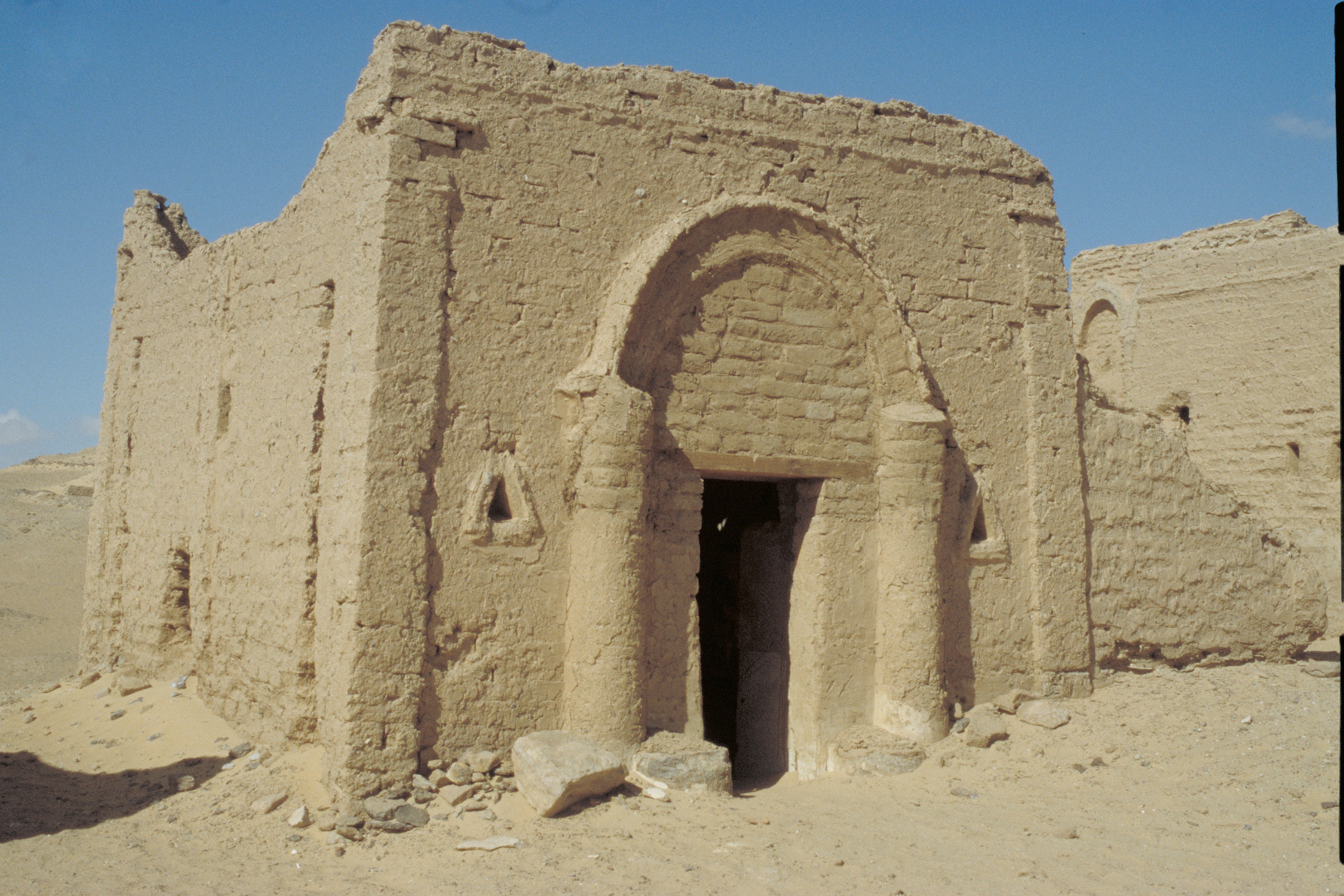
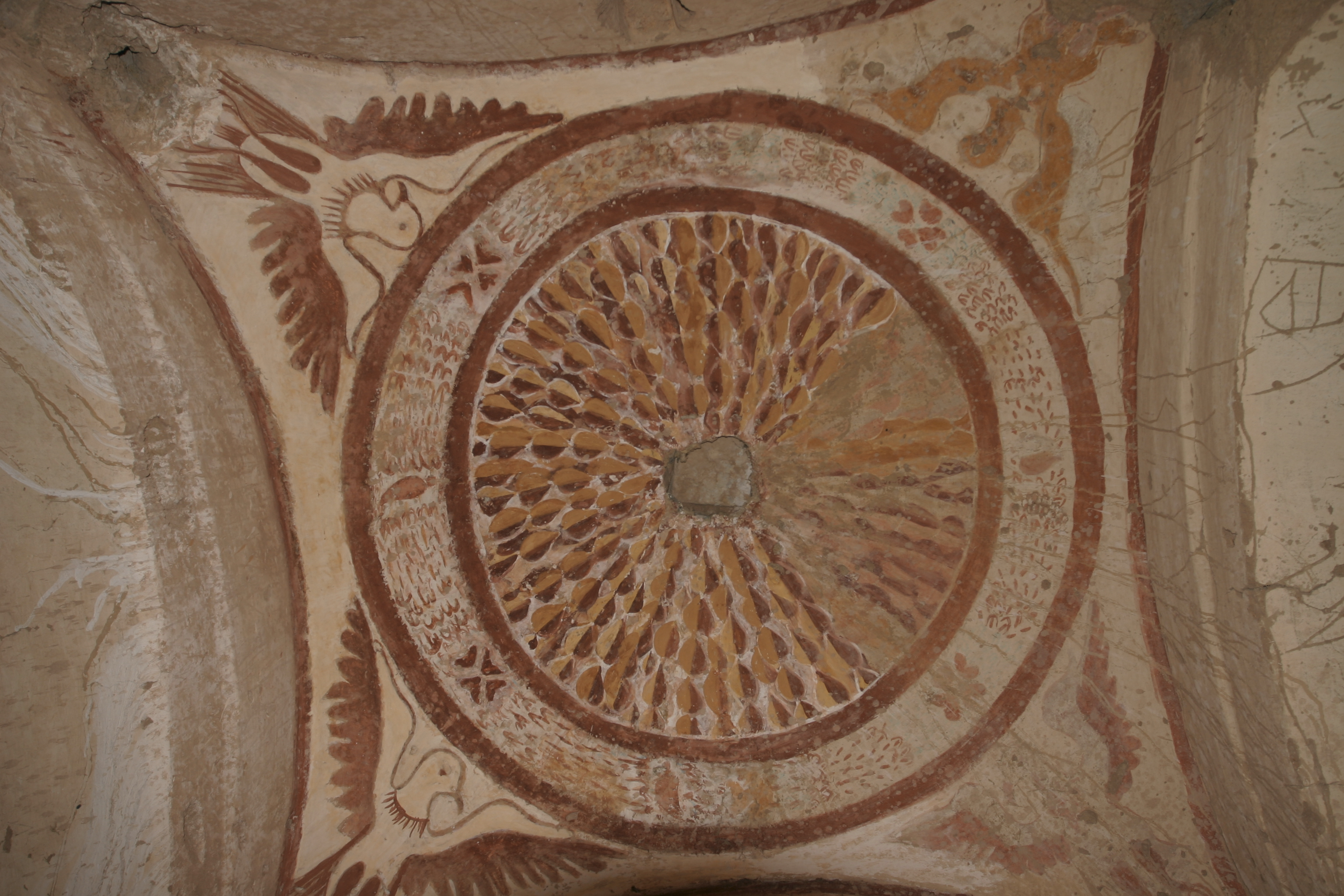
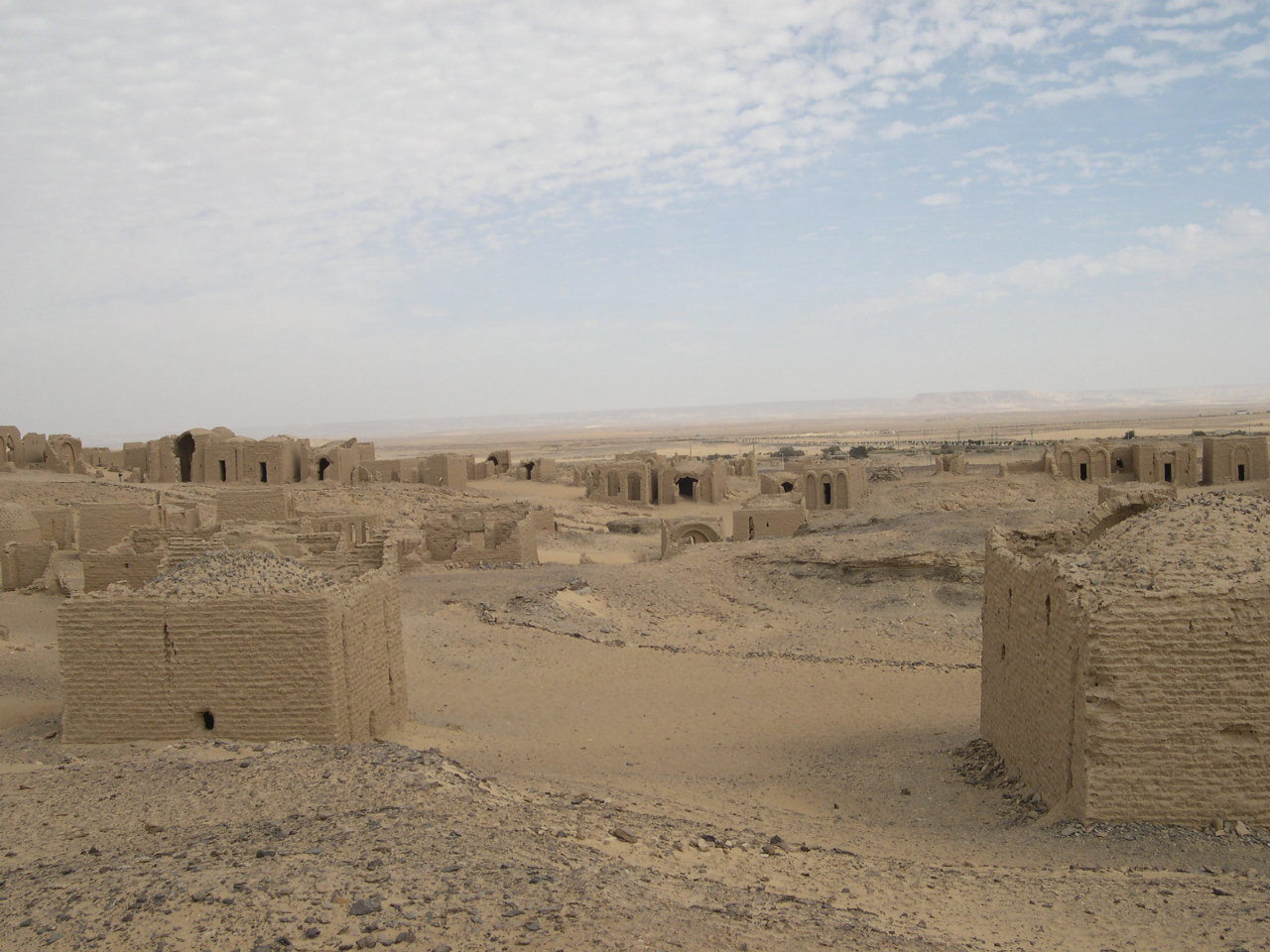